# جيري إنغرام
جيري إنغرام (بالإنجليزية: Gerry Ingram) هو لاعب كرة قدم بريطاني، ولد في 19 أغسطس 1947 في Beverley ‏ في المملكة المتحدة. لعب مع برادفورد سيتي وبريستون نورث إيند وشيكاغو ستينغ ونادي بلاكبول ونادي غوادالاخارا.